# As Duas Fridas
As duas Fridas (Las dos Fridas, em espanhol) é um autorretrato realizado por Frida Kahlo em 1939. Está localizada em Museu de Arte Moderno de México. É considerada a primeira obra de grande dimensão realizada por Kahlo e uma de suas principais obras.

## Descrição
A obra foi produzida com tela, tinta a óleo. Retrata duas Fridas, sentadas uma do lado da outra: uma de vestido num estilo europeu; a outra com uma roupa tradicional Tehuana.
As duas Fridas têm objetos em seus colos: a Frida com roupa mexicana segura um pequeno retrato de Diego Rivera, com quem Kahlo era casada, enquanto a com roupa europeia segura um fórceps. Sangue escorre sobre o vestido branco no estilo europeu, jorrando de um vaso cortado pelo fórceps. Esse vaso conecta as duas personagens do quadro, de suas mãos a seus corações. Há aqui uma alusão aos constantes procedimentos cirúrgicos pelos quais passou Kahlo, por conta de um grave acidente em sua juventude, mas também de sacrifícios astecas.

## Contexto
A obra foi produzida em 1939, o mesmo ano em que Kahlo divorcia-se de Diego Rivera.
O quadro teria sido inspirado em duas obras que Kahlo viu no Louvre: As duas irmãs, de Théodore Chassériau, e Gabrielle d'Estrées e uma de suas irmãos, de autoria desconhecida.

## Análise
Historiadores da arte interpretaram as figuras no quadro como representando a origem dual de Kahlo. Seu pai, Guillermo Kahlo, era alemão; sua mãe, Matilde Calderón, era hispano-ameríndia. Há outra interpretação, segundo a qual a Frida mexicana é a adorada por Rivera, enquanto a europeia é a rejeitada por ele. De acordo com a própria Kahlo, a imagem retrata uma amiga imaginária de sua infância.